# Pasquale Foti
Pasquale Foti, detto Lillo (Reggio Calabria, 3 febbraio 1950), è un imprenditore e dirigente sportivo italiano, presidente della Reggina dal 1991 al 2013 e dal 2014 al 2015.

## Biografia
Originario del quartiere Rione Ferrovieri, Foti dopo aver terminato gli studi al Liceo classico Tommaso Campanella e aver dato qualche esame di giurisprudenza all'Università di Reggio Calabria decise di dedicarsi alla gestione dell'attività di abbigliamento del padre, aprendo varie attività sia sul Corso Giuseppe Garibaldi, che a Cosenza, Lamezia Terme e Milano.
Nel maggio 1986 diventa amministratore delegato della società sportiva Reggina Calcio. Nel 1991 ne diviene il presidente e nella stagione 1998-1999, sotto la sua presidenza, la Reggina ottiene per la prima volta la promozione in Serie A, serie in cui ha militato per nove anni (di cui sette consecutivi) tra il 1999-2000 e il 2008-2009.
Nel novembre del 2013 Foti lascia l'incarico di presidente della Reggina diventando maggior azionista (gli succede Giuseppe Ranieri, che diviene amministratore unico). Nell'ottobre del 2014 Foti ritorna presidente e il suo predecessore, Giuseppe Ranieri, diventa amministratore delegato. Nell'estate 2015, a fronte di svariati milioni di debiti verso lo stato e non, decide di non iscrivere la Reggina Calcio al campionato di Lega Pro, destinando il club al fallimento.

### Procedimenti giudiziari
L'8 novembre 2011 viene condannato dalla nona sezione del Tribunale di Napoli ad un anno e sei mesi di reclusione per il reato di frode sportiva per via del coinvolgimento nello scandalo Calciopoli, nonché ad un'ammenda di 30 000 euro.

Il 17 dicembre 2013, in secondo grado, è stata dichiarata la prescrizione del reato imputatogli.
Il 24 marzo 2015 la Corte di Cassazione ha rigettato il ricorso di Pasquale Foti in quanto l'imputazione era già stata dichiarata prescritta in appello
.
Il 7 luglio 2018 viene condannato dal Tribunale di Reggio Calabria, insieme alla moglie, a 4 anni di reclusione per estorsione ai dipendenti della sua azienda “LG3”.
A seguito del fallimento della Reggina (avvenuto nel 2016), il 20 luglio 2018 viene ufficialmente iscritto nel registro degli indagati dalla Procura della Repubblica per bancarotta fraudolenta e truffa. Il 18 marzo 2024, Foti patteggia la pena a 1 anno e 10 mesi. 